# Садовников, Николай Фёдорович (Герой Советского Союза)
Николай Фёдорович Садовников (25 октября 1946, Каменск-Шахтинский, Ростовская область — 22 июля 1994, Жуковский, Московская область) — советский лётчик-испытатель ОКБ имени П. О. Сухого, майор, Герой Советского Союза.
В 1987—1988 годах на самолёте Су-27 установил 10 мировых рекордов скороподъёмности и высоты полёта.

## Биография
Родился 25 октября 1946 года в посёлке Лиховской (ныне одноимённый микрорайон города Каменск-Шахтинский) Ростовской области. Русский.
Отец Николая — Фёдор Васильевич работал, старшим нарядчиком в паровозном депо, а мама — Татьяна Алексеевна, занималась домашним хозяйством. Николай рано остался без отца и воспитывался одной матерью.
В 1964 году окончил с серебряной медалью среднюю школу.
В Советской Армии с августа 1964 года — поступил в Ейское высшее военное авиационное училище лётчиков. Окончил его в 1968 году и служил в строевых частях ВВС (в Южной группе войск в Венгрии).
С декабря 1973 года капитан Н. Ф. Садовников — в запасе. В 1975 году окончил Школу лётчиков-испытателей.
- В 1975—1979 годах — лётчик-испытатель Лётно-исследовательского института.
- В 1979—1988 годах — лётчик-испытатель ОКБ имени П. О. Сухого.
- В 1987—1988 годах установил 10 мировых авиационных рекордов высоты и скороподъёмности на самолёте Су-27. Дважды катапультировался из аварийных самолётов.
- В апреле-июне 1980 года в составе группы «Ромб» участвовал в боевых действиях в Афганистане; совершил 15 боевых вылетов на штурмовике Су-25.
- В 1987 году Садовникову было присвоено звание майор.

Садовников был лётчиком-спортсменом, имел звание мастера спорта международного класса.
В ходе полёта 17 июля 1983 года на одном из опытных прототипов будущего истребителя Су-27 в воздухе произошло частичное разрушение машины: более чем на треть оторвалась консоль левого крыла. Однако Н. Садовников решил не торопиться с катапультированием, опробовал машину в воздухе и, убедившись в сохранении управляемости, совершил точную посадку, дав тем самым конструкторам огромный рабочий материал для совершенствования самолёта. По словам находившегося рядом в воздухе коллеги-лётчика: «было непонятно, как самолёт вообще держится в воздухе».
28 сентября 1988 года Николай Садовников был вынужден катапультироваться из неуправляемого, свалившегося в штопор Су-27К, находясь вниз головой в условиях отрицательной перегрузки. Из-за полученных травм он не смог больше летать и с 1989 года продолжил работу в качестве замначальника лётной службы ОКБ имени П. О. Сухого.
Жил в городе Жуковский Московской области. Умер 22 июля 1994 года от последствий травмы при катапультировании.

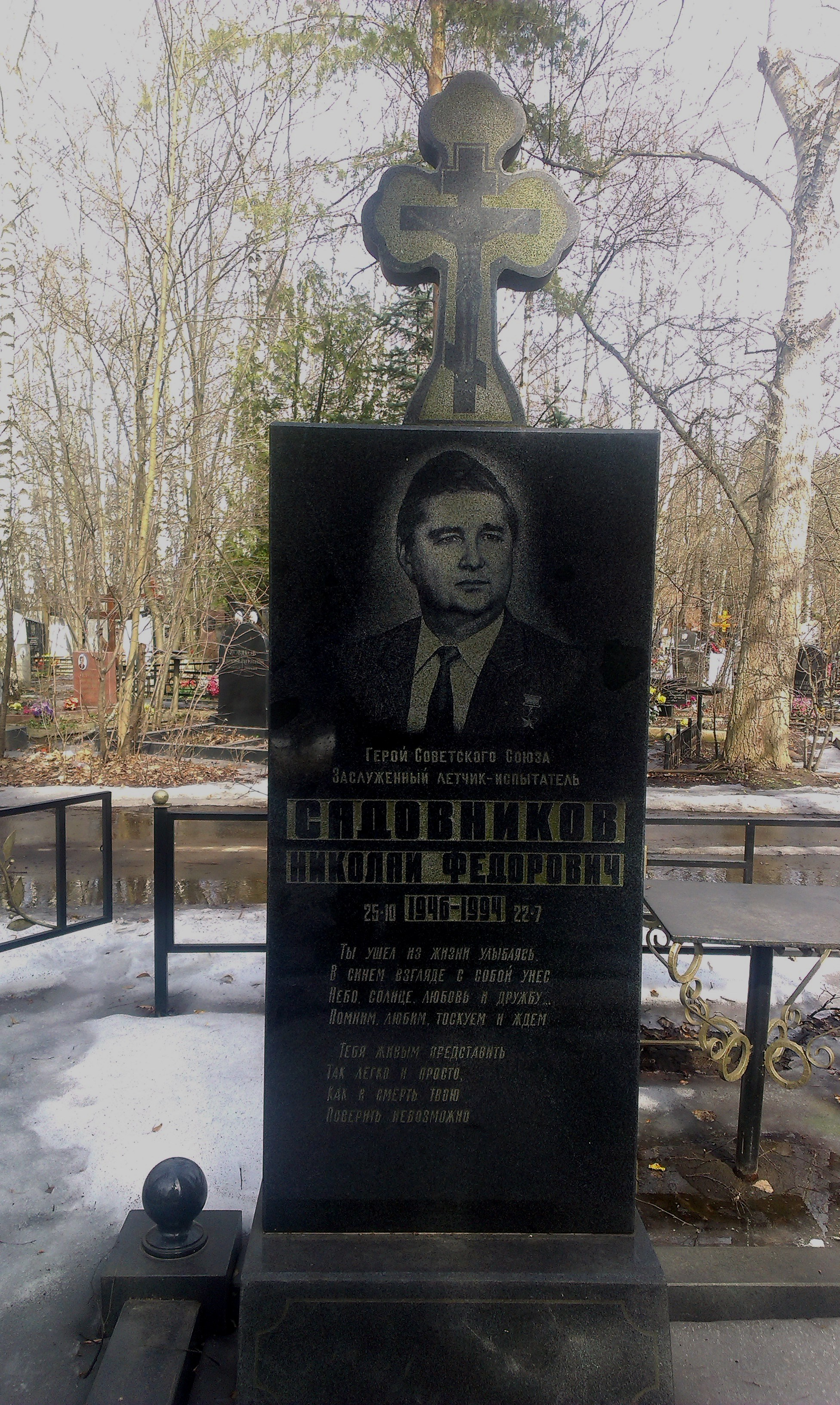
Могила Н. Ф. Садовникова

Похоронен на кладбище села Островцы Раменского района Московской области.

### Семья
- Жена — Лариса (поженились в 1967 году).
- Дети:
  - сын Андрей (род. 1968);
  - дочь Ирина (род. 1978).

## Награды и звания
- За мужество и героизм, проявленные при испытании новой авиационной техники, лётчику-испытателю Садовникову Николаю Фёдоровичу указом Президиума Верховного Совета СССР от 31 октября 1988 года присвоено звание Героя Советского Союза с вручением ордена Ленина и медали «Золотая Звезда» (№ 11588).
- Награждён орденами Ленина (1988), Трудового Красного Знамени (1982, «за большие трудовые заслуги, проявленные при испытаниях новой авиационной техники») и медалями.
- Грамота Президиума Верховного Совета СССР «Воину-интернационалисту» (награждён указом Президиума Верховного Совета СССР от 28 декабря 1988 года «за мужество и воинскую доблесть, проявленные при выполнении интернационального долга в Республике Афганистан» с вручением нагрудного знака «Воину-интернационалисту»).
- Заслуженный лётчик-испытатель СССР (1989), мастер спорта СССР международного класса (1990).

## Память

Мемориал Н. Ф. Садовникова на территории школы № 8 в Жуковском

- Имя Садовникова носит средняя школа № 8 в Жуковском, где имеется музей Садовникова[5], а на территории школы установлен бюст Героя.
- В Жуковском на доме, в котором жил Герой, установлена мемориальная доска[6].

## Отзывы и мнения
«Он был потрясающе аккуратным человеком, человеком слова и дела, человеком с высочайшей требовательностью к себе и окружающим. За многие годы совместной работы я не запомнил ни одного некачественно выполненного полёта».
— Виктор Пугачёв, Герой Советского Союза, Заслуженный лётчик-испытатель.